# ريان إدموندسون
ريان إدموندسون (بالإنجليزية: Ryan Edmondson)‏ هو لاعب كرة قدم بريطاني، ولد في 20 مايو 2001 في هاروغيت في المملكة المتحدة. لعب مع ليدز يونايتد ونادي يورك سيتي.

## وصلات خارجية
- ريان إدموندسون على موقع قاعدة بيانات كرة القدم.إي يو (الإنجليزية)
- ريان إدموندسون على موقع Soccerbase.com (لاعب) (الإنجليزية)
- ريان إدموندسون على موقع Soccerway.com (الإنجليزية)